# مجموعة الإثني عشر

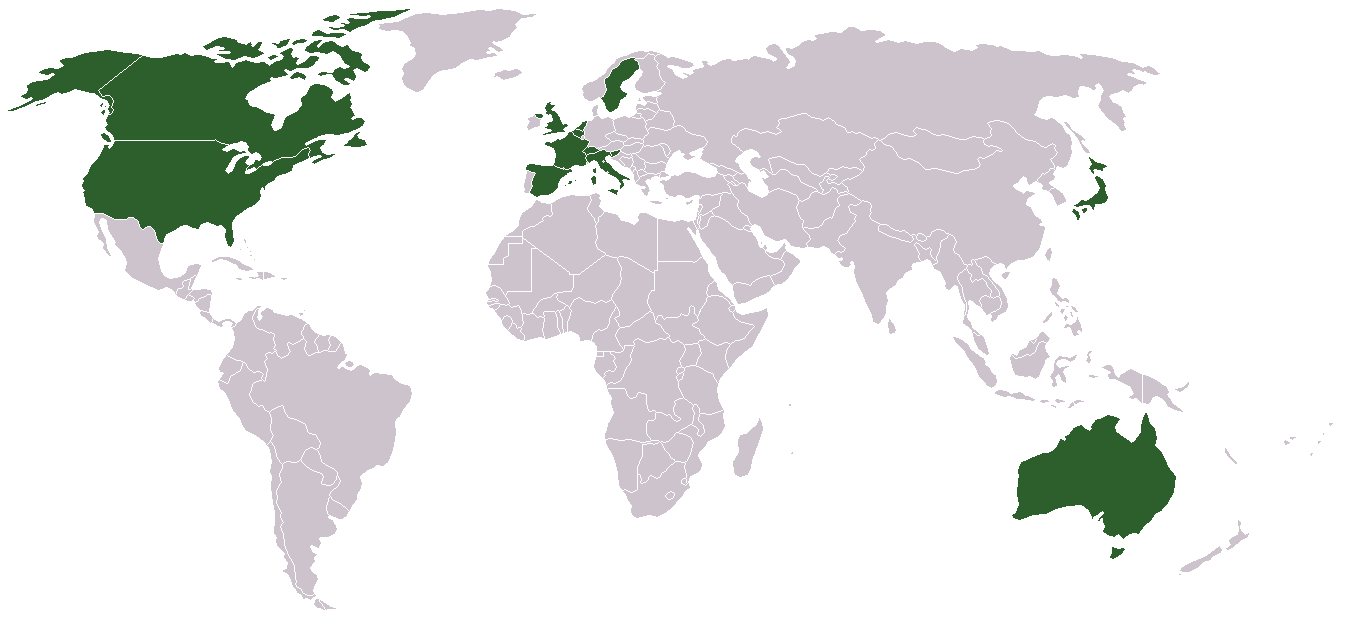
بلدان مجموعة الاثني عشر

مجموعة الإثني عشر أو G12 هي مجموعة من البلدان المتقدمة صناعيًا والتي تتعاون بنوكها المركزية لتنظيم التمويل الدولي.
لاحظ أن مجموعة الـ 12 تتكون من ثلاثة عشر دولة. يشير الاثنا عشر إلى الأعضاء العشرة الأصليين في صندوق النقد الدولي الذين شكلوا مجموعة العشرة الأصلية بالإضافة إلى إسبانيا وأستراليا. عندما انضمت سويسرا إلى مجموعة العشرة في عام 1984 (وبالتالي انضمت أيضًا إلى مجموعة الـ 12)، لم يتغير أسم المجموعة واحتفظت باسمها (مجموعة الإثني عشر).